# Josef Straßberger
Josef Straßberger   (Kolbermoor, 20 d'agost de 1894 - Múnic, 10 d'octubre de 1950) fou un aixecador alemany que va competir entre les dècades de 1910 i 1930.
El 1928 va prendre part en els Jocs Olímpics d'Amsterdam, on guanyà la medalla d'or en la prova del pes pesant, per a aixecadors amb un pes superior a 82,5 kg, del programa d'halterofília. Quatre anys més tard, als Jocs de Los Angeles, va guanyar la medalla de bronze en la mateixa prova.
En el seu palmarès també destaca la medalla d'or del pes semipesant al Campionat del món de 1920, els Campionats d'Europa de 1921 i 1929 i 13 campionats nacionals. Durant la seva carrera va establir 10 rècords del món.